# Tokyo Tower

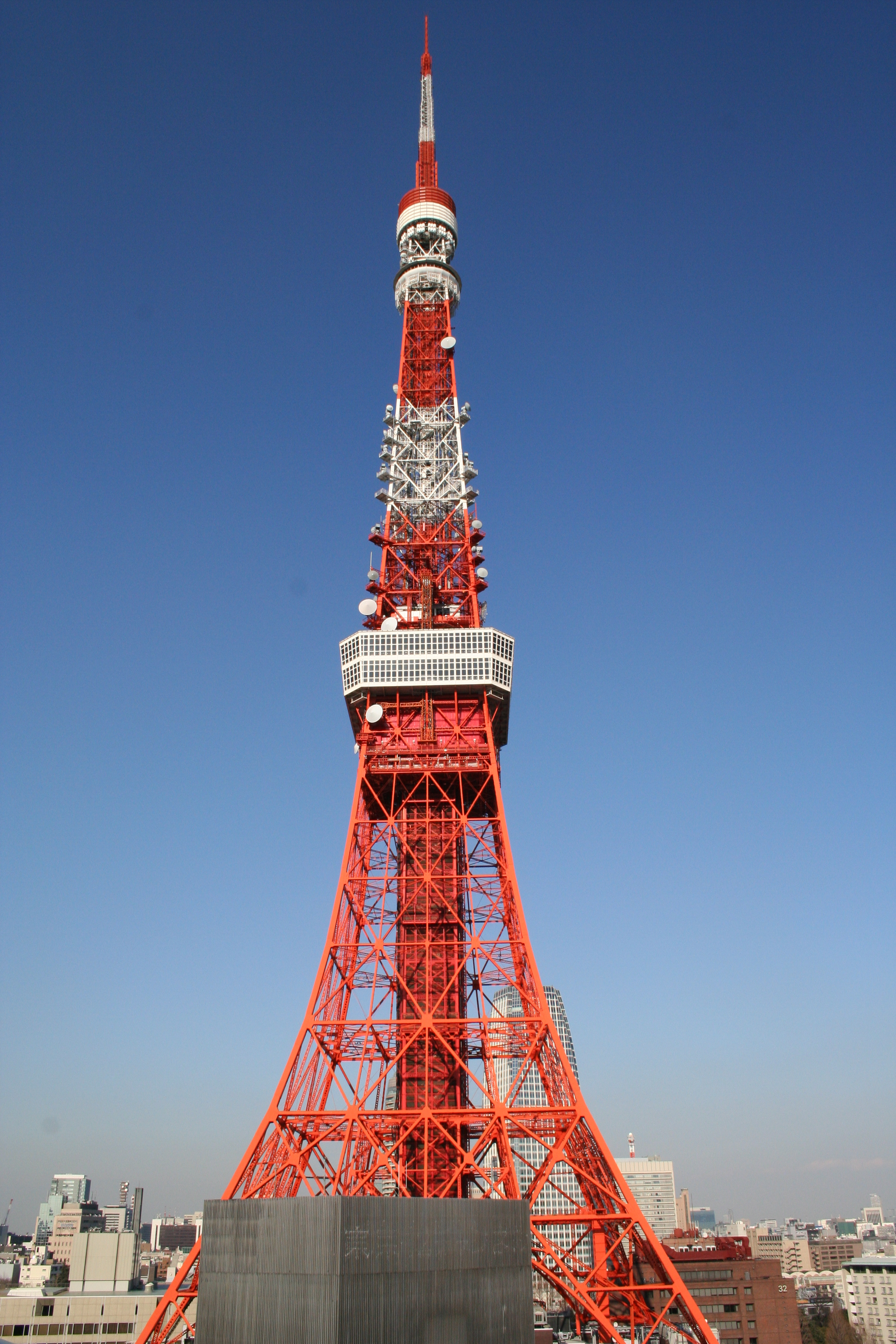
Tokyo Tower

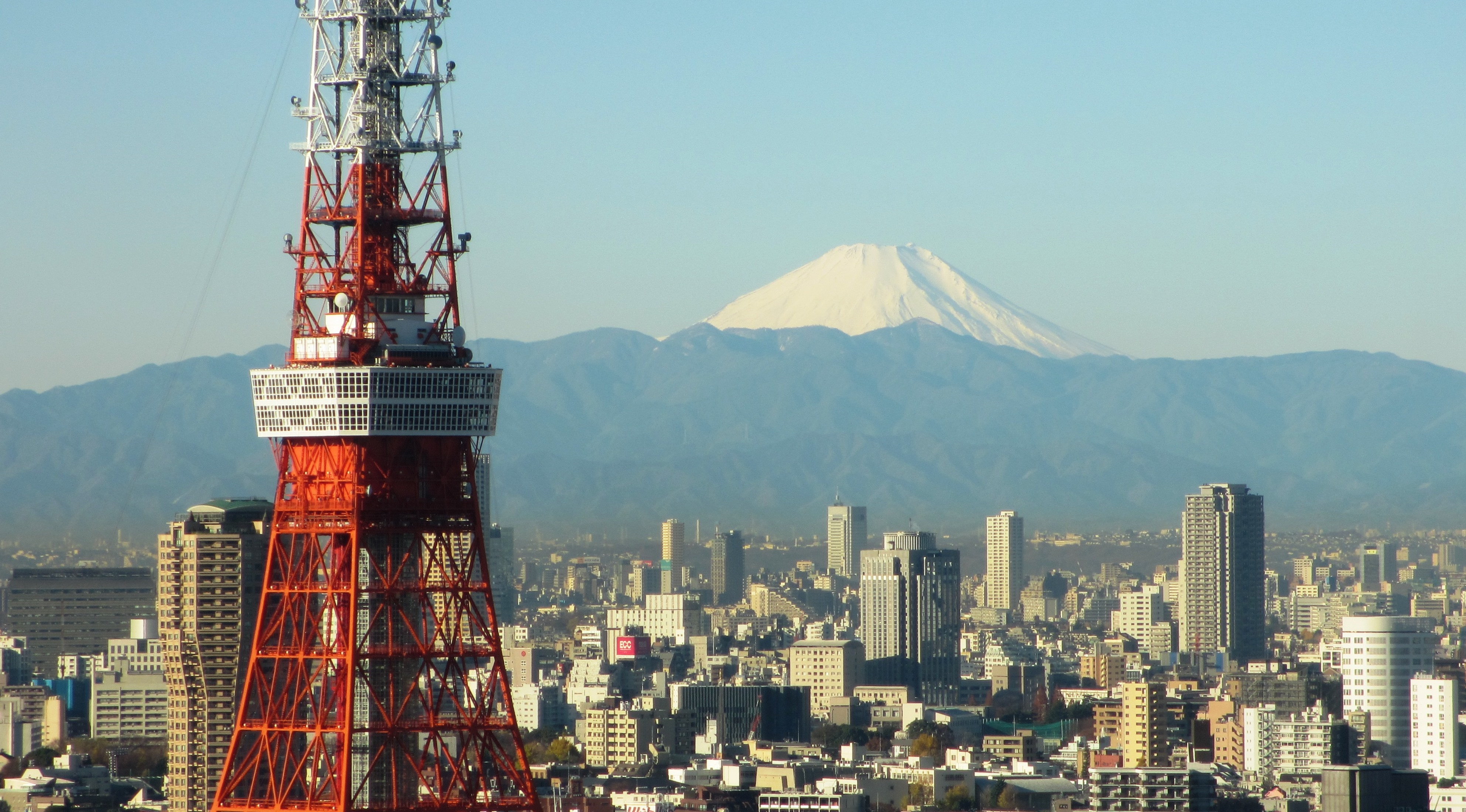

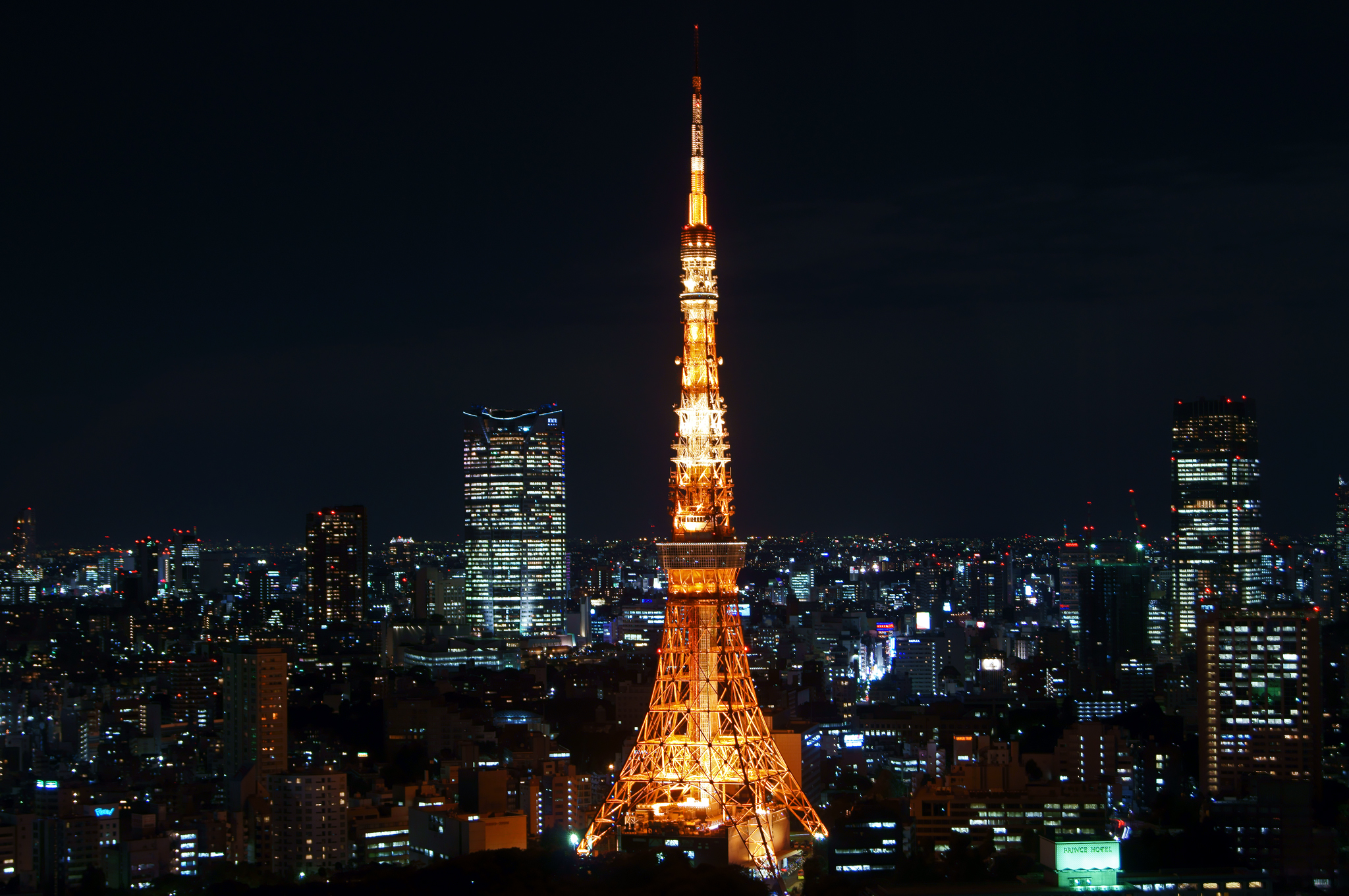

Tokyo Tower (東京タワー Tōkyō tawā), Tokyotornet, är ett torn i Minato i Tokyo, vars design är baserad på Eiffeltornet i Paris. Tornet byggdes 1958 och är 332,6 meter högt  och 8,6 meter högre än Eiffeltornet. Det är därmed världens största självstödjande ståltorn och den näst högsta byggnadskonstruktionen i Japan efter Tokyo Sky Tree.
Trots att Tokyo Tower är 8,6 meter högre än Eiffeltornet väger det omkring 4000 ton jämfört med Eiffeltornets 7300 ton. Tokyo Tower är målat i orange och vitt för flygtrafiksäkerhetens skull. Från skymning till midnatt lyser tornet upp och ljussättningen ändras ofta vid speciella händelser, t.ex. vid den japanska premiären av filmen Matrix lystes tornet upp av neongröna färger .
Tornet omges av låga byggnader och tornet är synligt från de flesta centrala delar av Tokyo som Roppongi Hills, Tokyobukten och de östra trädgårdarna av Imperial Palace.

## Historia
År 1950 efter andra världskriget letade Japan efter ett monument för att markera dess växande globala ekonomiska betydelse. Man tittade i synnerhet mot västerlandet för inspiration och Tokyos regering beslutade därefter att resa sitt eget Eiffeltorn. Ett av tornets tidiga förespråkare var politikern och grundaren till Sankei Shimbun, Hisakichi Maeda. Tornet byggdes av Takenaka Corporation 1958 och kostnaden blev 2,8 miljarder japanska Yen.
Maedas son, Fukusaburo Maeda blev senare ordförande för Nihon Denpato som är det företag som underhåller tornet. Genom olyckliga affärer vid fel tidpunkt och på grund av långvarig lågkonjunktur i Japan var Tokyo Tower skuldsatt på upp till 10 miljarder Yen år 2000.
Värde av Tokyo Tower som turisattraktion beräknas sänkas när det än högre tornet Tokyo Sky Tree öppnas 2011 .

## Utrymmen

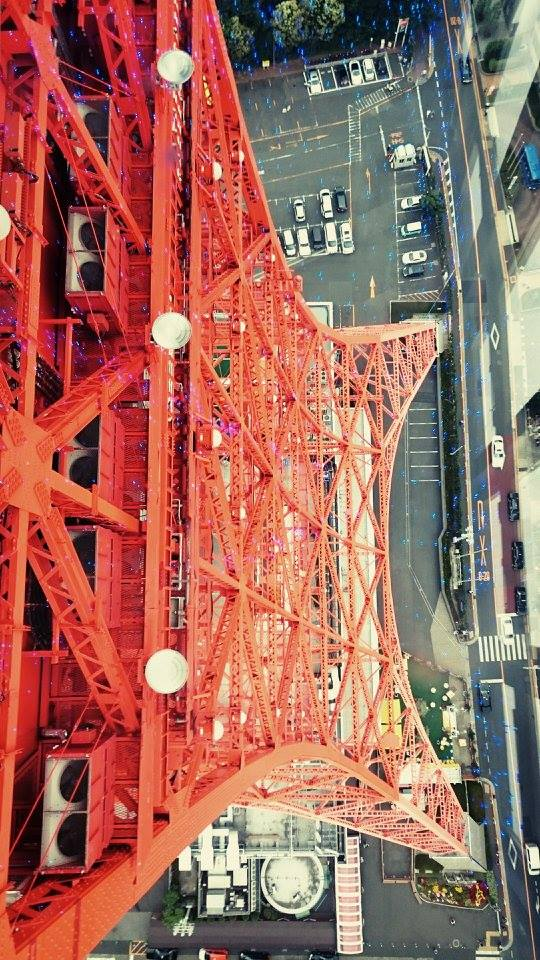
Vy ned från Tokyo Tower

Trots att tornet primärt fungerar som sändningsmast för radio och TV är det även en turistattraktion. På första våningen finns ett akvarium med 50 000 fiskar, tredje våningen är ett vaxmuseum och en attraktion som kallas för mystiska promenadzonen och fjärde våningen kallas för trick art gallery. Det finns även två observationsvåningar, varav den första ligger på 150 m höjd och den andra special observatory på 250 m höjd. Båda observatorierna ger en 360 graders vy över Tokyo. Är vädret klart kan man se berget Fuji.